# 静電モーター
静電モーター(せいでんもーたー、英：Electrostatic motor)とは電動機の一種で、静電荷同士の吸引と反発（クーロン力）を原理として動力を発生する装置のこと。電磁誘導を利用する通常の電動機とは原理が異なる。非常に小型のものは低電圧で駆動されるが、通常は高電圧を必要とし流れる電流は僅かである。対して、通常の電動機は低電圧・大電流を必要とする。
最初の静電モーター（通称フランクリン・モーター）は1750年代にベンジャミン・フランクリンとアンドリュー・ゴードンにより製作された。今日では静電モーターは100V以下で駆動されるようなMEMSにしばしば用いられる。このような用途では、電荷により駆動される板状の物体の方が、コイルと鉄芯より遥かに作りやすいためである。また、生きた細胞中の分子機械は、それがリニア型か回転型かによらず静電モーターを基礎とする場合がしばしば見られる。